# نورمان سولومون
نورمان سولومون (بالإنجليزية: Norman Solomon)‏ هو صحفي أمريكي، ولد في 7 يوليو 1951 في بوينت رييس ستيشن في الولايات المتحدة.

## وصلات خارجية
- الموقع الرسمي
- نورمان سولومون على موقع IMDb (الإنجليزية)
- نورمان سولومون على موقع إن إن دي بي (الإنجليزية)